# Sá Noronha
Francisco de Sá Noronha (Viana do Castelo, 1820 - Rio de Janeiro, 1881) foi um violinista e compositor português que viveu entre Portugal e o Brasil.
Passou a infância em Guimarães, que aliás considerava como a sua terra natal, e aprendeu violino com um frade espanhol, destacando-se no seio de uma sociedade de músicos amadores locais. Aos 18 anos, depois de uma suposta estadia no Porto, emigra para o Brasil, aportando ao Rio de Janeiro em Agosto de 1838. O início da sua carreira como violinista é incerto, havendo apenas notícia de um concerto no ano da sua chegada à capital do Império. Depois disso, reaparece em 1842 e inicia uma carreira regular que, com altos e baixos, se estenderia até à sua morte. A partir de 1843, começa também a colaborar com a companhia do actor brasileiro João Caetano dos Santos (1808-1863), compondo música de cena e musicando traduções de comédies-vaudeville e outras peças afins que o Rio conhecera em 1840, através de uma companhia francesa. Este seria o princípio de uma longa e bem sucedida carreira de compositor teatral. 
Em 1845, casa com a argentina Juana Paula Manso (1819-1875), que viria a revelar-se como escritora, actriz e defensora dos direitos das mulheres. Com ela teria duas filhas: Eulália e Hermínia. É na companhia da mulher que, em finais de 1845, empreende a sua primeira tournée fora do espaço luso-brasileiro, tocando em Nova Iorque, Filadélfia e Washington, entre 1846 e 1847. Os maus resultados desta digressão, em boa parte devidos à total ausência de uma máquina produtiva e publicitária que o apoiasse, levam-no a Cuba, onde a família residiu durante cerca de um ano (1847-48) e, de novo, ao Brasil. Os anos de 1848 a 1853 são preenchidos com digressões por várias cidades costeiras, com companhias teatrais, compondo e exibindo-se como violinista. Nessa época, Noronha começa também a compor pequenas peças de salão (modinhas, romances, etc.) que vai publicando na imprensa periódica ou em edições soltas.
Uma nova etapa tem início nos finais de 1853, com o primeiro regresso à Europa e uma separação da mulher e das filhas, que se fixam temporariamente em Buenos Aires. Partindo do Recife, Noronha ruma à capital britânica onde permanece até ao final do ano de 1854. Há notícias de vários concertos em Londres e em Leeds, na companhia do jovem pianista português Artur Napoleão (1843-1925). A etapa seguinte é o regresso a Portugal. No seu país, o violinista era quase um desconhecido, pois quando emigrara não tinha ainda créditos profissionais, mas foi recebido com entusiasmo em Lisboa e depois no Porto. Rapidamente, porém, a sua situação se tornou difícil. Não era um dos músicos locais mas também não era um estrangeiro. Tudo leva a crer que nunca tenha sido visto como sendo «da casa» ocupando uma posição de outsider face ao meio musical português. Depois de dois anos de concertos e algumas colaborações teatrais, regressou ao Rio de Janeiro.
Esta nova estadia no Brasil, que terminaria com a separação definitiva da mulher, prolongou-se até 1859. Nesses anos Noronha desenvolve grande actividade na vida teatral carioca, escrevendo música para várias peças da autoria de Juana Manso. É também durante esse período que, incentivado pelo jovem comerciante e literato Reinaldo Carlos Montoro (1831-1889), empreende um projecto de criação de uma ópera nacional portuguesa. A ideia parece responder de alguma forma ao surgimento da Imperial Academia de Música e Ópera Nacional, no Rio de Janeiro, em 1857, que juntava em torno do ideal de uma ópera nacional brasileira um conjunto de músicos e literatos, muitos deles emigrantes, mas nenhum português. O resultado seria Beatriz de Portugal, baseada no drama que Almeida Garrett escrevera a ver se ressuscitava o teatro português – Um auto de Gil Vicente – e que aparentemente o compositor tinha já pronta quando saiu do Brasil, em 1859.  A ópera destinava-se a ser oferecida ao rei D. Pedro V, mas à chegada do compositor a Portugal a situação que se lhe deparou era bastante distinta daquela imaginada no outro lado do Atlântico. Não só não houve um apoio régio explícito, como os desencontros entre o compositor e as empresas e cantores do Teatro de S. Carlos só permitiram que a ópera fosse estreada em 1863, não na capital, mas no Teatro de S. João do Porto.
Até 1878, Noronha permanecerá em Portugal e embora continue com a sua carreira de violinista e colabore frequentemente com empresas teatrais sediadas nos teatros secundários das duas maiores cidades do país, a parte mais significativa dos seus esforços estará centrada na continuação do projecto de uma ópera nacional portuguesa. O arco de Sant’Ana, a sua segunda ópera, composta em 1864, baseia-se no romance homónimo de Garrett e foi escrita como homenagem aos portuenses, em agradecimento pela calorosa recepção de Beatriz. Noronha não tentou, desta vez, uma estreia em Lisboa, mas nem por isso as dificuldades encontradas foram menores.  A ópera subiu à cena no Teatro de S. João, em Janeiro de 1867, numa versão significativamente cortada, em virtude da doença de um dos cantores da companhia. No entanto, pouco mais de um ano volvido, foi representada na capital, no Teatro de S. Carlos, obtendo um sucesso retumbante. Esta representação ficou para a posteridade como a "verdadeira" estreia da obra, o que não deixa de ser irónico.
A sua terceira e última ópera, Tagir, inspirada num romance indianista do escritor português Manuel Pinheiro Chagas (1842-1895) seria terminada em 1870. O libreto trata o confronto entre colonizadores portugueses e índios brasileiros, mediado pela acção dos jesuítas e pelo problema da conversão dos indígenas. Esta obra parece ter possuído um estatuto ambíguo, que permitia a sua rentabilização nos dois lados do Atlântico. Na verdade tudo foi mais complicado. A ópera teve porém de esperar seis anos para ser estreada, no Porto, e no Rio de Janeiro, ouviram-se apenas alguns excertos em concerto, nunca tendo havido qualquer projecto de a levar à cena. 
           No Verão de 1878, atraído provavelmente pelo dinamismo da vida teatral carioca, na qual pontuavam vários empresários portugueses, o compositor ruma pela última vez ao Brasil. Tinham passado mais de 18 anos desde a sua última estadia na capital do Império e muita coisa havia mudado no seu meio musical e teatral. A estreia de Noronha como violinista não é bem sucedida e, uma vez mais, o compositor lança mão do expediente que lhe rendera os melhores sucessos: a música para teatro ligeiro. Agora o género músico-teatral em moda é a opereta de inspiração offebachiana, o que leva a  uma frutífera colaboração com o jovem dramaturgo Artur Azevedo (1855-1908). Em 1880, o Rio de Janeiro assiste à estreia das suas três últimas obras, as operetas A princesa dos cajueiros, Os noivos e O califa da Rua do Sabão. Destas, a primeira obteria um grande sucesso, tendo ficado na memória popular o tango final “Amor tem fogo”. Este novo sucesso seria porém efémero, já que em Janeiro de 1881, falecia aparentemente vitimado por uma crise cardíaca.
           Cinco anos após a sua morte, Artur Azevedo lançou um apelo nos jornais cariocas, a fim de que fosse efectuada uma subscrição de fundos com vista à construção de um mausoléu, no qual os restos mortais de Noronha pudessem descansar definitivamente.  O mesmo autor demonstrou publicamente a sua preocupação com a conservação do espólio documental do compositor que, na falta de herdeiros que o reclamassem, tinha sido entregue ao consulado português no Rio. O espólio foi então leiloado, em 1886, sendo as partituras e o violino adquiridos pelo emigrante português Joaquim de Almeida e um seu irmão, que, entre 1888 e 1893, ofereceram quase todo o fundo ao Real Conservatório de Lisboa. Este fundo conserva-se actualmente na Biblioteca Nacional de Portugal.

## Obra Musical (lista de obras ainda em construção)

### Óperas e Teatro Musical
- O triunfo de Trajano, drama com música (adaptação de Le triomphe de Trajan de J. Esménard com música de Le Sueur e Louis-Luc Loiseau), Teatro de S. Pedro de Alcântara, Rio de Janeiro (1843)
- Arthur ou 16 anos depois, drama vaudeville, Rio de Janeiro (1843)

- A Graça de Deus, drama em 5 actos
- Inocêncio ou o eclipse de 1821, comédia vaudeville, Rio de Janeiro (1844)
- O baiano na corte, Teatro S. Januário, Rio de Janeiro (1850)

- Raros mas ainda os há!, comédia vaudeville, Porto (1858)

- Santa Iria, drama sacro em 3 actos, libreto de A. C. Vasconcelos, Teatro do Ginásio, Lisboa (1862)

- Um filho famiíias, comédia em 3 actos, libreto traduzido por Júlio César Machado, Teatro do Ginásio, Lisboa (1862)

- Beatrice di Portogallo [Beatriz de Portugal], ópera em 4 actos, libreto de Reinaldo Carlos Montoro a partir de Um Auto de Gil Vicente de Almeida Garrett (traduzido para italiano por Luigi Bianchi), Teatro de São João, Porto (1863)

- Epitafio e Epitalâmio, vaudeville, libreto de Mendes Leal a partir de Octavio Feuillet, Teatro do Ginásio, Lisboa (1865)

- L'Arco di Sant'Anna [O Arco de Sant'Ana], libreto a partir de O Arco de Sant'Ana de Almeida Garrett, Teatro de São João, Porto (1867)
- O Fagulha, opereta, Teatro da Rua dos Condes, Lisboa (1869)

- Os Boémios, opereta em 1 acto, Teatro Baquet, Porto (entre 1875)

- Tagir , libreto de F. Sá de Noronha, Luiz Botelho e Ernesto Pinto de Almeida partir de a A Virgem Guaraciaba de Pinheiro Chagas(traduzido para italiano), Teatro São João, Porto (1876)
- O Anel de Prata, opereta em 1 acto, Teatro Baquet, Porto (1877)
- Se eu fosse rei, ópera cómica em 3 actos, a partir da tradução do libreto de Si j'etais roi [Si j'etais roi, A. Adam, tradução de Eça Leal], Teatro Baquet, Porto (1878)

- A Princesa dos Cajueiros, opereta, libreto de Artur Azevedo, Teatro da Fénix Dramática, Rio de Janeiro (1880)
- Os Noivos, opereta, libreto de Artur Azevedo, Teatro da Fénix Dramática, Rio de Janeiro (1880)
- O Califa da rua do Sabão, opereta, libreto de Artur Azevedo, Teatro da Fénix Dramática, Rio de Janeiro (1880)

(sem data especificada)
- A família Moreley, ópera cómica

- As Virgens, [mágica], libreto de Augusto Garraio

- Esmeralda, ópera cómica

- Os Guardas do rei de Sião, [opereta]

- Os Mosqueteiros da Rainha, ópera cómica

- São Gonçalo, drama sacro

### Música Sacra
- Misere (1829)

- Missa a quatro vozes e piano

- Missa expressamente escrita para o Coração de Maria a quatro vozes e piano

### Música de Circunstância
- «Elegia á morte de D. Pedro V» para violino e piano, para violino e piano, publicada no Porto (1861)

- Hymno do Palácio de Chrystal, para orquestra e banda Militar, Porto (1867)

- Associação e Progresso, para solistas, coro e orquestra (1868)

- «A Despedida», Hymno composto e offerecido aos portuenses, Porto

### Música Vocal
- Polacca para canto e orchestra, para Soprano, Coro e Orquestra, Theatro Baquet (1864)

- «Eu te amo!», modinha, Rio de Janeiro (editada por Narciso e Arthur Napoleão)

### Música de Concerto
- Improviso, para violino com orchestra, Teatro do Ginásio, Lisboa (1862)

- Capricho de concerto, para violino e piano

- «Carnaval de Lisboa», valsas burlescas, para violino e piano

- «Los tristes dei Peru», phantasia peruviana, para violino e piano

- Morceaux de Concert — Caprice pour le violon avec acompanment de piano, Op. 15 (publicado em Londres)

- Phantasia sobre o Rigoletto, para violino e piano

- Phantasia sobre a Traviata, para violino e piano (dedicada a Camilo Castelo Branco)

- Phantasia sobre o Trovador, para violino e piano

- Variações para violino sobre a opera cómica «O Dominó preto» [Dominó Noir, Auber], para violino e piano

- Variações sobre um thema de Thalberg, para violino e piano

### Música para Piano
- «Bonina», mazurka para piano (publicada no jornal «A Lyra Portugueza»)